# ベニャミン・クシュチェヴィッチ
ベニャミン・クシュチェヴィッチ・ハラミージョ（クロアチア語: Benjamin Kuščević Jaramillo、クロアチア語発音: [běːɲamin kûʃtʃeʋitɕ xaramîʎo]、1996年5月2日 - ）は、チリとクロアチアのサッカー選手。チリ代表。ポジションはDF。

## クラブ歴
2011年にウニオン・エスパニョーラの下部組織からCDウニベルシダ・カトリカの下部組織に移籍。2013年にプロ契約を締結、2014年5月18日のコパ・チレで選手初出場を記録した。
同年8月29日にレアル・マドリードに1年の期限付き移籍。フベニールAに所属した。
2015年6月にウニベルシダ・カトリカに復帰するとトップチーム所属となった。2016年2月6日にリーグ戦初出場。
2020年11月4日に5年契約でカンピオナート・ブラジレイロ・セリエAのSEパルメイラスに完全移籍した。
2023年2月10日、クセヴィッチはブラジルのパルメイラスからコリチーバ・フットボール・クラブに移籍し、移籍金は300万ブラジルレアル（R$）でした。彼は2026年12月31日までの3年間の契約を結びました。

## 代表歴
生まれはチリだがクロアチア系の血筋でもあるため、両国での代表資格を有していた。
年代別代表からチリを選択、2018年夏にはヨーロッパ遠征をするA代表にも招集されたが、この遠征では出場がなかった。同年11月20日に行われたホンジュラス代表との親善試合でガリー・メデルに代わって投入されてA代表初出場を記録した。FIFA公式戦初出場は2022年2月1日に行われた2022 FIFAワールドカップ・南米予選のボリビア代表戦であった。